# آرتم اوهانجانیان
آرتم اوهانجانیان (ارمنی: Արտեմ Օհանջանեան; زاده ۱۹۳۶) مستندساز ارمنی‌تبار اهل ایران است. وی در اتریش سکونت دارد.

## زندگی‌نامه
اوهانجانیان در سال ۱۹۳۶ میلادی (۱۳۱۵ خورشیدی) در تهران زاده شد. تحصیلات متوسطه اش را در زادگاهش به پایان برد سپس به اتریش رفت و در ۱۹۶۴ (۱۳۴۳) از دانشگاه هنر اتریش در رشته کارگردانی سینما فارغ‌التحصیل شد و از همین دانشگاه مدرک دکترای تاریخ گرفت پس از بازگشت به ایران به عنوان کارگردان آثار مستند با وزارت فرهنگ و هنر همکاری کرد.
مستندهای گلیم ۱۹۷۴ (۱۳۵۳)، قالی ۱۹۷۶ (۱۳۵۵) و دیرهای ارامنه ۱۹۷۶ (۱۳۵۵) حاصل این دوران هستند.
او بیش از شصت فیلم مستند ساخته و با تلویزیون اتریش نیز همکاری داشته است فیلم مستندش با نام فرش ایران ۱۹۷۲ (۱۳۵۱) در «جایزه اول بیست و ششمین کنگره فیلم‌های علمی مادرید» را به دست آورد همچنین فیلم دیگرش با نام انرژی جایزه اول سالانه را برای نحوه تبلیغ در اتریش ۱۹۸۶ (۱۳۶۵) گرفت جایزه دوم سالانه فیلم‌های اقتصادی آلمانی زبان را به دست آورد
از آخرین فیلم‌هایی که اوهانجیان برای تلویزیون اتریش ساخته است می‌توان به نفت و گاز ایران (۱۳۸۱) اشاره کرد

## تالیفات
- اوهانجانیان از ۱۹۸۴ (۱۳۶۳) در آرشیو ملی اتریش به تحقیق در متون مرتبط با تاریخ ارمنستان پرداخته و مجموعه دوازده جلدی اسناد و مدارکی را تحت عنوان «اتریش و ارمنستان» به زبان آلمانی در وین منتشر کرده است.
- "اتریش و ارمنستان ۱۹۱۸–۱۹۱۲" (وین، ۱۹۸۸)
- "اتریش و ارمنستان ۱۹۳۶–۱۸۷۲" (وین، ۱۹۹۵)
- "قتل‌عام ارامنه (جلد دوم)" (مونیخ، ۱۹۸۸)
- "ارمنستان - قتل‌عام پنهان" (وین، ۱۹۸۹)